# Libération sous caution
Pour les articles homonymes, voir Caution.
Traditionnellement, la libération sous caution est une procédure légale s'appliquant à un suspect. La caution est une forme de propriété, souvent une somme d'argent, déposée ou promise à une juridiction dans le but de la persuader de relâcher un suspect, étant entendu qu'il reviendra à son procès ou renoncera à sa caution (avec la conséquence d'être arrêté pour avoir refusé de se présenter). Dans certains cas, une somme d'argent peut être remise au suspect à la fin du procès, si toutes les requêtes de présence ont été honorées, peu importe le verdict rendu (coupable ou innocent).
Dans quelques pays, la pratique de la libération sous caution est courante. Cette décision appartient à la cour et celle-ci peut la refuser pour différents motifs (par exemple, si l'accusé peut s'enfuir hors du pays ou refuser sciemment de se présenter au procès). Des pays n'offrant pas la libération sous caution emprisonnent les suspects avant leur procès si c'est jugé nécessaire ou peuvent demander, par l'intermédiaire de juges, le versement d'une caution comme provision financière pour indemniser les victimes, régler les frais d'avocat de la partie adverse ou payer les amendes. Dans le cas de certains crimes, notamment ceux passibles de la peine de mort, la libération sous caution est automatiquement refusée.

## Droit par pays

### Canada
En droit pénal, la possibilité d'une mise en liberté sous caution est incluse dans la partie du Code criminel qui traite de l'enquête sur mise en liberté par voie judiciaire. L'article 515 (2) c) C.cr. prévoit que lorsqu'une juge ne rend pas une ordonnance de mise en liberté sans conditions prévue à l'art. 515 (1) C.cr., il en rend une avec conditions, ce qui peut inclure « l’obligation d’avoir une ou plusieurs cautions, avec ou sans engagement de la part du prévenu à verser la somme d’argent indiquée en cas de non-respect d’une condition de l’ordonnance ».
En vertu de l'article 11e) de la Charte canadienne des droits et libertés, tout inculpé a droit « de ne pas être privé sans juste cause d’une mise en liberté assortie d’un cautionnement raisonnable ».

### États-Unis
Aux États-Unis, la libération sous caution est devenue presque la règle, puisqu'elle permet d'éviter l'incarcération d'un prévenu qui bénéficie de la présomption d'innocence surtout dans le cadre où les prisons américaines sont soumises à une situation de surpopulation carcérale. Mais cette pratique est encadrée par le 8e amendement de la Constitution américaine qui exige de « ne pas requérir de caution excessive ».
La plupart des prévenus qui ne peuvent disposer d'argent liquide  pour régler la somme requise dans un bref délai peuvent faire appel à des « garants de caution judiciaire », appelés bondsmen en anglais, dont l'activité (qui n'existe d'ailleurs qu'aux États-Unis et aux Philippines) est proche de celle d'un agent d'assurance. La plupart des États américains exigent des bondsmen la possession d'une licence professionnelle. Seuls quatre États (l'Illinois, le Kentucky, l'Oregon et le Wisconsin) interdisent complètement cette activité.
Celui-ci demande au prévenu de régler 6 à 20 % de la somme qu'il ne récupèrera pas et qui constitue une commission sur laquelle le garant se rémunère. L'accusé doit également fournir au bondsman un dépôt de garantie : soit une part importante de la somme en liquide, soit une propriété d'une valeur au moins égale au total dû.
En contrepartie, le garant soumet à la cour un contrat par lequel il accepte de payer la caution dans l'éventualité où le prévenu ne se présenterait pas aux audiences. Ces contrats sont la plupart du temps financés par des compagnies d'assurances capables de mettre rapidement le capital à disposition.

### France
En France, un cautionnement peut être ordonné par le juge d'instruction ou le juge des libertés et de la détention dans le cadre d'un contrôle judiciaire (avant le procès). Il garantit :
- la représentation de la personne mise en examen, du prévenu ou de l'accusé à tous les actes de la procédure et pour l'exécution du jugement, ainsi que, le cas échéant, l'exécution des autres obligations qui lui ont été imposées. Cette partie est restituée si la personne mise en examen s'est présenté à tous les actes de la procédure, a satisfait aux obligations du contrôle judiciaire et s'est soumis à l'exécution du jugement ;
- le paiement dans l'ordre défini ci-après. Cette partie est restituée en cas de non-lieu :
  - de la réparation des dommages causés par l'infraction et des restitutions, ainsi que de la dette alimentaire lorsque la personne mise en examen est poursuivie pour le défaut de paiement de cette dette,
  - des amendes[5].

La caution est déposée à la Caisse des dépôts et consignations [réf. nécessaire].
La caution étant une obligation du contrôle judiciaire, le non-paiement de celle-ci peut entrainer le placement en détention provisoire, si le juge des libertés et de la détention l'ordonne.